# Bajaj Auto

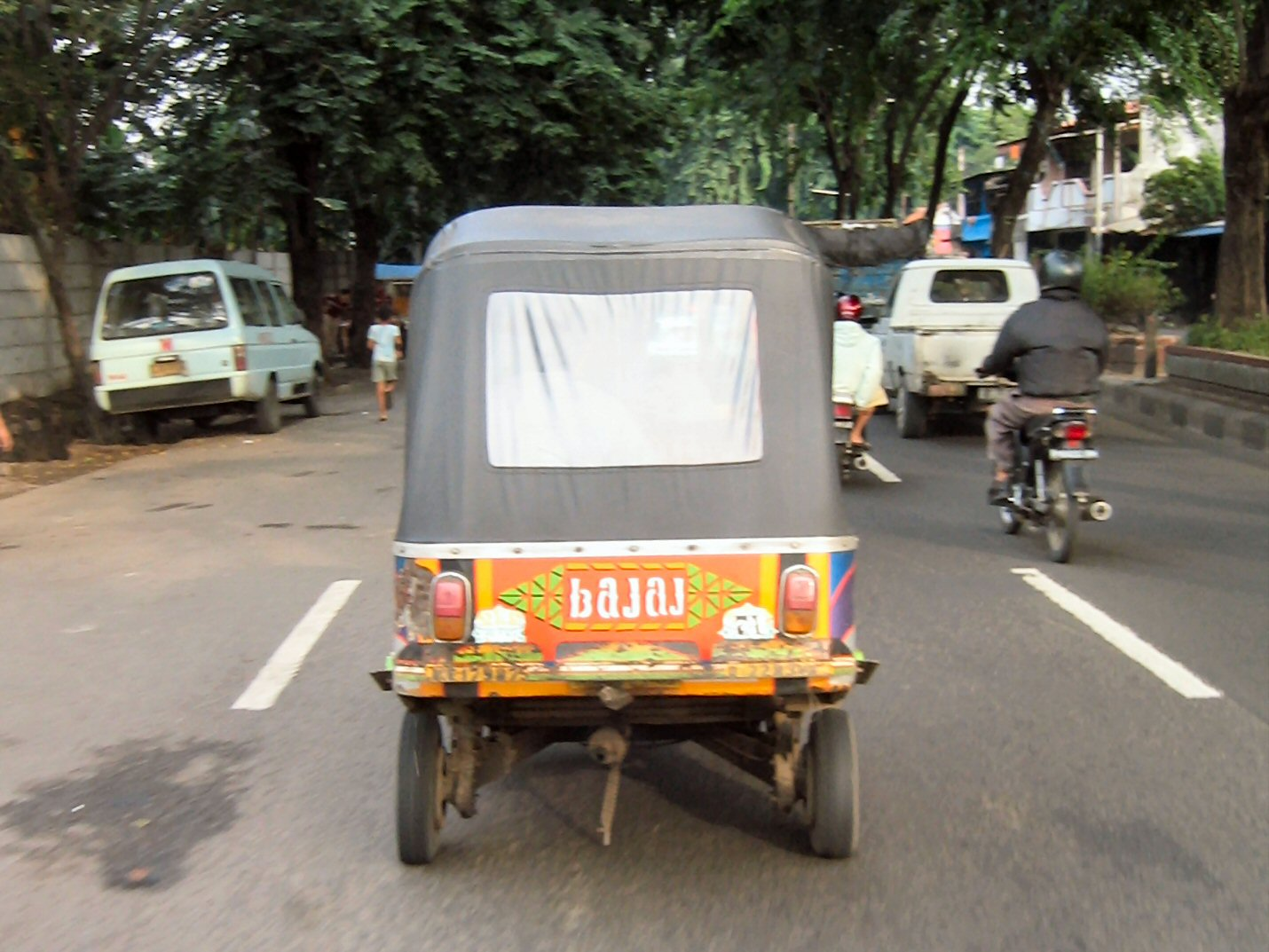
Bajaj driewieler in Jakarta - Indonesië

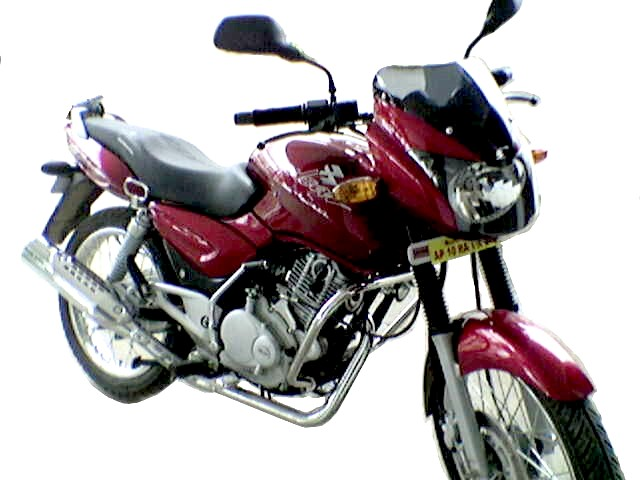
Bajaj Pulsar 150 DTSi uit 2004

Bajaj Auto was gedurende de jaren negentig de grootste Indiase fabrikant van scooters, motorfietsen en driewielers.
Van 1960 tot 1971 werden er Vespa scooters in licentie van Piaggio gebouwd.
Vanaf 1971 tot 2004 produceerde Bajaj varianten van deze scooters onder de naam Bajaj 150, Chetak (de export naam), Priya (geproduceerd door joint venture MSL), Super, Cub, Super FE, Classic, Super Excel, Bravo en Legend. In Taiwan had Bajaj Auto een joint venture met Paijifa, die lokaal verdere varianten verkocht.
Ook Piaggio's Ape driewielversie werd door Bajaj Auto in licentie gebouwd. Bajaj levert ze nu onder eigen naam in Taiwan en Indonesië maar ook in Mexico is er een levendige Bajaj markt.